# Huguley (Alabama)
Huguley es un lugar designado por el censo ubicado en el condado de Chambers en el estado estadounidense de Alabama. En el año 2000 tenía una población de 2953 habitantes y una densidad poblacional de 130,1 personas por km².

## Demografía
En el 2000 la renta per cápita promedia del hogar era de $28,475, y el ingreso promedio para una familia era de $33,015. El ingreso per cápita para la localidad era de $15,144. Los hombres tenían un ingreso per cápita de $27,826 contra $20,230 para las mujeres.

## Geografía
Huguley se encuentra ubicado en las coordenadas 32°50′16″N 85°13′59″O / 32.83778, -85.23306. Según la Oficina del Censo, la localidad tiene un área total de 22,7 km² (8,8 mi²), de la cual 22,7 km² (8,8 mi²) es tierra y 0 km² (0 mi²) (0.0%) es agua.